# Габдрахманов, Раиль Наилевич
Раиль Наилевич Габдрахманов (тат. Раил Наил улы Габдрахманов; род. 11 августа 1989, Базарные Матаки, Алькеевский район, Татарская АССР, РСФСР, СССР) — российский военнослужащий, майор. Участник вторжения России на территорию Украины. Герой Российской Федерации (2022).

## Биография
Родился 11 августа 1989 года в селе Базарные Матаки Алькеевского района Татарской АССР. Родители — Лира и Наил Габдрахмановы, есть младший брат. С детства занимался спортом.
В 2006 году окончил Базарно-Матакскую среднюю общеобразовательную школу, после чего поступил в Казанское высшее танковое командное училище. Военную карьеру решил избрать по совету дяди-военного, а также брата, работающего в военкомате. По окончании училища в 2010 году служил в военных частях в Новосибирске (Новосибирская область), Юрге (Кемеровская область), Алейске (Алтайский край). В частности, в 2012 году участвовал в обезвреживании невзорвавшихся снарядов после взрыва арсенала военной базы в Ульяновске. Имеет звание майора, дослужился до командира танкового взвода.
В 2022 году принял участие во вторжении России на территорию Украины. По собственным словам, занимался охраной строительства мостовой переправы, а затем одним из первых переправился через реку и в составе группы из двух танков проник в украинский тыл. По заявлениям властей, после подрыва переправы противником танковый расчёт Габдрахманова сражался «до последнего снаряда», за что тот был удостоен звания «Герой Российской Федерации».

## Награды
- Высшее звание «Герой Российской Федерации» с вручением медали «Золотая звезда» (2022 год)[1][7]. Вручена 10 августа министром обороны РФ генералом армии С. К. Шойгу в Национальном центре управления обороной в Москве[8][9].
- Медаль Суворова (2021), «За воинскую доблесть» (2022), «За разминирование» (2012), «За укрепление боевого содружества» (2016)[1].

## Личная жизнь
Женат, есть сын — Осман.